# Dziewczyny
I Dziewczyny sono un gruppo musicale polacco fondato nel 2008 dalle cantanti Anna Karamon e Aleksandra Nowak.

## Carriera
Il gruppo è stato inizialmente fondato come duo dalle cantanti Anna Karamon e Aleksandra Nowak; si sono poi aggiunti i percussionisti Bogusz Wekka e Artur Lipiński, il chitarrista Krzysztof Łochowicz e il contrabbassista Maciek Matysiak.
A febbraio 2010 hanno partecipato a Krajowe Eliminacje, il programma di selezione del rappresentante polacco per l'Eurovision Song Contest, dove hanno presentato il brano Cash Box, finendo all'ultimo posto su dieci partecipanti. Il mese successivo è uscito il loro album di debutto Dziewczyny z sąsiedztwa, che ha raggiunto la 29ª posizione della classifica polacca.
Nel 2011 hanno preso parte all'edizione inaugurale della versione polacca del talent show The X Factor, piazzandosi al 5º posto, il posizionamento migliore per i gruppi di quell'anno.

## Discografia

### Album in studio
- 2010 – Dziewczyny z sąsiedztwa

### Singoli
- 2009 – Chimera
- 2009 – Nie ma zimy w nas
- 2010 – A gdyby tak
- 2010 – Cash Box